# Noc v muzeu
Noc v muzeu (v anglickém originále Night at the Museum) je americký akční film z roku 2006. Režisérem filmu je Shawn Levy. Hlavní role ve filmu ztvárnili Ben Stiller, Carla Gugino, Robin Williams, Jake Cherry a Dick Van Dyke.

## Obsazení
| Ben Stiller       | Larry Daley        |
| Carla Gugino      | Rebecca Hutman     |
| Robin Williams    | Theodore Roosevelt |
| Jake Cherry       | Nick Daley         |
| Dick Van Dyke     | Cecil Fredericks   |
| Mickey Rooney     | Gus                |
| Bill Cobbs        | Reginald           |
| Owen Wilson       | Jedediah           |
| Steve Coogan      | Octavius           |
| Patrick Gallagher | Attila             |
| Rami Malek        | faraon Akmenra     |
| Mizuo Peck        | Sacagawea          |
| Ricky Gervais     | Dr. McPhee         |

## Ocenění a nominace
| Ocenění                           | Kategorie                                    | Nominovaný                                       | Výsledek  |
| --------------------------------- | -------------------------------------------- | ------------------------------------------------ | --------- |
| Cena Saturn                       | nejlepší film: fantasy                       |                                                  | nominace  |
| Casting Society of America Awards | nejlepší casting (film – komedie)            | Ilene Starger, Coreen Mayrs a Heike Brandstatter | vítězství |
| Filmová cena MTV                  | nejlepší komedální výkon                     | Ben Stiller                                      | nominace  |
| National Movie Award              | nejoblíbenější komedie                       |                                                  | nominace  |
| Nickelodeon Kids' Choice Awards   | nejoblíbenější film                          |                                                  | nominace  |
| Teen Choice Award                 | nejoblíbenější film: komedie                 | Ben Stiller                                      | nominace  |
| Teen Choice Award                 | nejoblíbenější filmový herec: komedie        |                                                  | nominace  |
| Young Artist Award                | Nejlepší herec v hlavní roli (10 let a méně) | Jake Cherry                                      | nominace  |